# Polish Juniors 2010
Das Polish Juniors 2010 fand als bedeutendstes internationales Nachwuchsturnier von Polen im Badminton vom 22. bis zum 24. Januar 2010 in Kędzierzyn-Koźle statt. Es war die 21. Auflage der Veranstaltung.

## Sieger und Platzierte
| Disziplin    | Gold                                | Silber                                  | Bronze                                |
| ------------ | ----------------------------------- | --------------------------------------- | ------------------------------------- |
| Herreneinzel | Lucas Claerbout                     | Patryk Szymoniak                        | Artem Pochtarev                       |
| Herreneinzel | Lucas Claerbout                     | Patryk Szymoniak                        | Dániel Tóth                           |
| Dameneinzel  | Natalya Voytsekh                    | Yelyzaveta Zharka                       | Yuliya Kazarinova                     |
| Dameneinzel  | Natalya Voytsekh                    | Yelyzaveta Zharka                       | Sonia Olariu                          |
| Herrendoppel | Lucas Corvée Joris Grosjean         | William Goudallier Gaëtan Mittelheisser | Artur Dzhupina Dmytro Katsaruba       |
| Herrendoppel | Lucas Corvée Joris Grosjean         | William Goudallier Gaëtan Mittelheisser | Antoine Lodiot Julien Maio            |
| Damendoppel  | Yuliya Kazarinova Yelyzaveta Zharka | Mariya Rud Natalya Voytsekh             | Daniella Gonda Laura Sárosi           |
| Damendoppel  | Yuliya Kazarinova Yelyzaveta Zharka | Mariya Rud Natalya Voytsekh             | Lucie Havlová Zuzana Pavelková        |
| Mixed        | Lucas Corvée Audrey Fontaine        | Joris Grosjean Léa Palermo              | Patryk Szymoniak Aneta Wojtkowska     |
| Mixed        | Lucas Corvée Audrey Fontaine        | Joris Grosjean Léa Palermo              | Gaëtan Mittelheisser Lorraine Baumann |